# Бибиковы
Би́биковы — древний русско-тюркский дворянский род татарского происхождения, из Тверских бояр.
При подаче документов (21 марта 1686) для внесения рода в Бархатную книгу была предоставлена родословная роспись Бибиковых и три царских грамоты, из которых самая древняя была отправлена Рыльскому наместнику Ивану Феофилатьевичу Бибикову (1586).
Однородцами является дворянский род Якимовых.

## Происхождение и история рода
Древняя и знаменитая фамилия Бибиковых происходит от выехавшего (около 1300) из Синей Орды в Тверь к великому князю Михаилу Ярославовичу, татарского мурзы Жидимира, родственник ханам Синей Орды, сын которого принял святое крещение с именем Дмитрия Жидимировича и был боярином в Твери. Внук Дмитрия — Фёдор Николаевич, носил прозвание Бибик (слово «бик» — «бек, князь, повелитель, начальник, господин» омонимично по отношению к древнетюркскому слову «би» — «крепкий, здоровый; твердый». Имя Бибик можно перевести как «твердый начальник», или «верховный начальник»). Его дети стали писаться Бибиковыми.
Бибиков, Семён-Селиван Игнатьевич получил от Ивана III в земле Новгородской в Вотской пятине вотчины (1477).
Бибиков, Семён Григорьевич, новгородский помещик, пожалован (2 октября 1550) поместьем в Московском уезде. Бибиков, Иван Васильевич, Бибиков, Иван Елизарьевич и Бибиков, Григорий Филатьевич находились воеводами: первый — в Казанском походе (1544), второй — в Невле (1580 — 1581), Алысте (1584), третий — Мценске (1594), Данкове (1600).
Бибиков, Иван Филатьевич, наместник рыльский, ездил послом в Крым (1592), воевода в Засеке Веневской. Бибиков, Никифор Семёнович воевода в Цивильске (1615), Арске (1617—1618), на Белеозере (1631—1633). Бибиков, Дмитрий Никанорович и Бибиков, Пётр Никанорович, убиты при осаде Смоленска (1634).
В XVII веке Бибиковы служили в стольниках, дворянах московских и стряпчих.
Двадцать представителей рода владели населёнными имениями (1699).
Бибиков, Алексей Юрьевич был генерал-рекетмейстером и пользовался особенной доверенностью Петра I. Бибиков, Иван Иванович, по словам современников, один из умнейших людей своего времени, был президентом сперва ревизион-коллегии, потом камер-коллегии, генерал-поручиком, сенатором, правителем Малороссии, где и умер (1745).

## Известные представители рода
- Бибиков Александр Борисович — стряпчий (1672—1692) стольник (1692).
- Бибиков Юрий Логинович — стольник царицы Натальи Кирилловны (1671—1676)
- Бибиков Даниил Фомич — стольник царицы Натальи Кирилловны (1671—1676), стольник (1677).
- Бибиков Фома Иванович — воевода в Якутске (1676—1680), где и умер.
- Бибиков Алексей Борисович — воевода в Лебедяни (1678)[1][4].
- Бибиковы: Иван Богданович, Яков Гаврилович, Иван Прокофьевич — стольники (1672—1692).
- Бибиков Иван Фомич — стольник царицы Натальи Кирилловны (1668—1677), стольник (1677—1692).
- Бибиков Юрий Богданович — стольник (1677—1692).
- Бибиков Алексей Юрьевич — стольник царицы Евдокии Фёдоровны (1692).

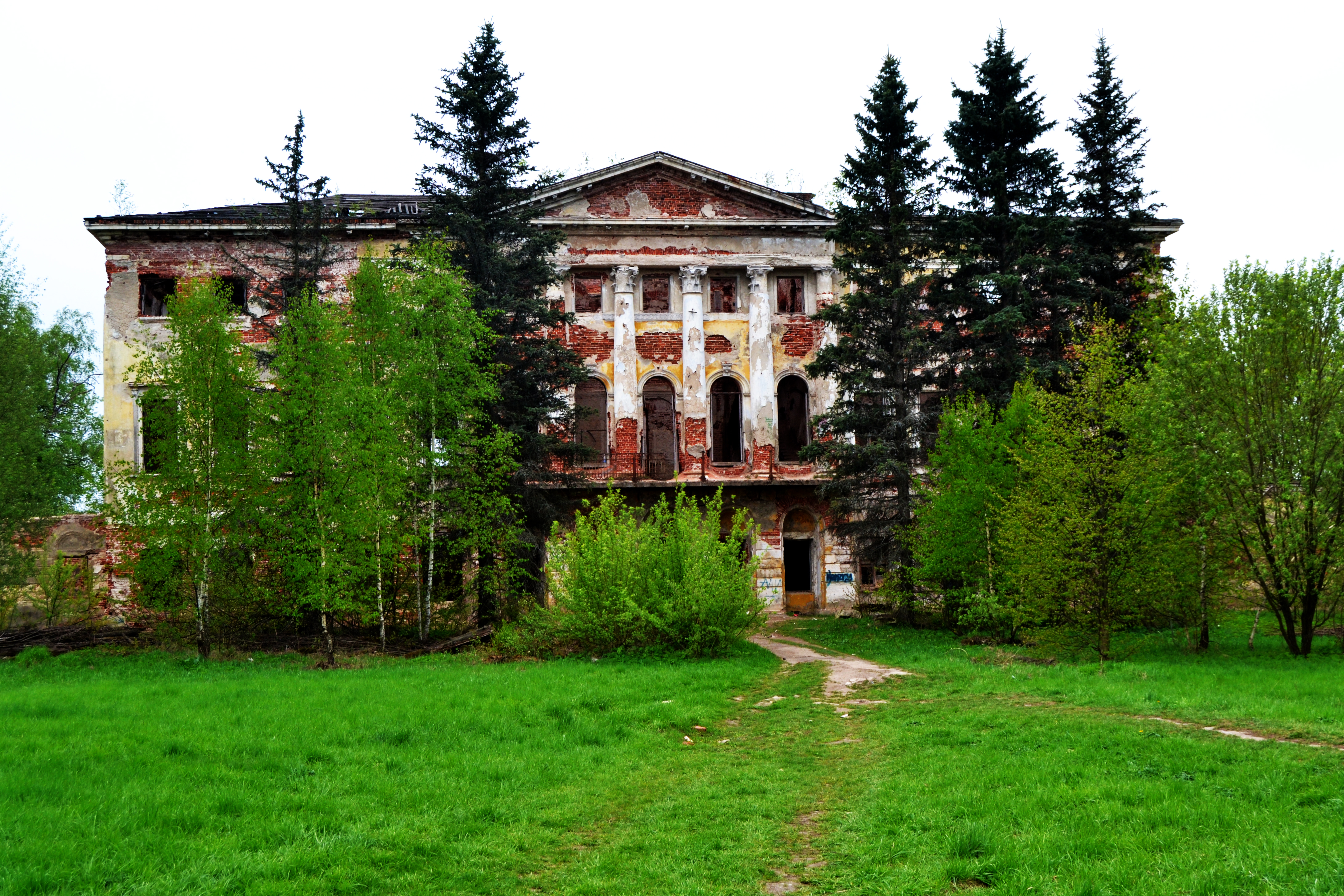
Дворец генерала Г. И. Бибикова в усадьбе Гребнево (XVIII век)

- Бибиков, Александр Александрович (1765—1822) — российский военный и придворный деятель.
- Бибиков, Александр Ильич (1729—1774) — русский государственный и военный деятель, генерал-аншеф.
- Бибиков, Алексей Юрьевич (?—?) — генерал-рекетмейстер, иркутский вице-губернатор (1736—1739).
- Бибиков, Арсений Николаевич (1873—1927) — писатель, актёр театра и немого кино.
- Бибиков, Борис Владимирович (1900—1986) — актёр, театральный педагог.
- Бибиков, Василий Николаевич (1910—1989) — советский военачальник, генерал-лейтенант авиации (1954).
- Бибиков, Виктор Александрович (1807—1883) — обер-гофмейстер, действительный тайный советник, масон.
- Бибиков, Виктор Иванович (1863—1892) — русский писатель, представитель предсимволизма.
- Бибиков, Евгений Михайлович (1840—1900) — русский генерал, участник русско-турецкой войны (1877—1878).
- Бибиков, Илья Богданович (1739—1806) — русский государственный деятель, сенатор.
- Бибиков, Илья Александрович (1698—1784) — генерал-поручик русских инженерных войск.
- Бибиков, Гавриил Ильич (1746—1803) — генерал-майор, строитель усадьбы в Гребнево.
  - Бибиков, Павел Гаврилович (1784—1812) — подполковник Ольвиопольского гусарского полка.
  - Бибиков, Дмитрий Гаврилович (1792—1870) — русский государственный и военный деятель.
  - Бибиков, Илья Гаврилович (1794—1867) — генерал-адъютант, декабрист, начальник Северо-Западного края (1850—1855).
- Бибиков, Матвей Павлович (1812—1856) — русский писатель и журналист.
- Бибиков, Михаил Вадимович (род. 1951) — известный российский византинист, профессор, доктор исторических наук, главный научный сотрудник Института всемирной истории, вице-президент Российского национального комитета византинистов[5][6]
- Бибиков, Николай Валерианович (1842—1923) — русский генерал от кавалерии, президент (мэр) Варшавы
- Бибиков, Пётр Алексеевич (1832 или 1833—1875) — российский публицист и переводчик.
- Бибиков, Юрий Богданович (1743—1812) — генерал-поручик, командир отдельного Кавказского корпуса.
- Голенищева-Кутузова, Екатерина Ильинична (урожд. Бибикова; 1754—1824) — статс-дама, жена фельдмаршала Михаила Илларионовича Кутузова.
- Бибиков, Николай Григорьевич (род. 1940) — доктор биологических наук, член-корреспондент Российской Академии Естествознания.

## Описание гербов

#### Герб Бибиковых 1785 г.
В Гербовнике Анисима Титовича Князева 1785 года имеется печать с гербом представителей рода Бибиковых:
1. Герб генерал-аншефа, сенатора, гвардии полковника и кавалера ордена Святого апостола Андрея Александра Ивановича Бибикова (1729—1774), женатого на княжне Анастасии Степановне Козловской: в щите имеющем синее поле и круглую форму, с широкой розовой каймой по кругу, летящая в левую сторону белая птица. Щит увенчан дворянской короной (дворянский шлем и намёт отсутствуют). Щитодержатели: с правой стороны лежащий белый конь, с левой — восстающий лев с высунутым языком, стоящим задними лапами на стволе пушки. С левой стороны между конём и дворянской короной изображены четыре знамени.
2. Герб Фёдора Ивановича Бибикова: в щите, имеющем серебряное поле и широкую золотую кайму по кругу, изображена стоящая на левой лапе на золотом лафете пушки, серая птица, с растопыренными крыльями, держащая в правой лапе меч, сверху которого означена дворянская корона. Вокруг щита фигурная виньетка, в которую с правой стороны вплетена ветвь. Над виньеткой находится обычная дворянская корона (дворянский шлем отсутствует)[7].

#### Герб. Часть III. № 13.
В щите, имеющем голубое поле, изображена птица турухтан, летящий в правую сторону.
Щит увенчан обыкновенным дворянским шлемом с дворянскою на нём короною. Намёт на щите голубой и красный, подложенный золотом. Щитодержатели: с правой стороны белая лошадь, а с левой лев.

#### Герб графа Бибикова
На экслибрисе имеется изображение неизвестного происхождения герба Бибикова, увенчанного графской короной: на щите изображена влево взлетающая с земли птица. Щитодержатели стоящие на кронштейне: слева — восстающий лев, с мечом в правой лапе, справа — восстающий единорог, с флагом в правой ноге. Щит увенчан короной графского достоинства. Под щитом, орденский крест. Над щитом девиз «Vigil et audax» «Бдителен и смел».